# Synowie Maryi
Synowie Maryi, Zgromadzenie Synów Najświętszej Maryi Niepokalanej katolickie zgromadzenie zakonne założone przez sługę bożego Józefa Frassinettiego.

## Cele zgromadzenia
Celem Zgromadzenia jest doskonalenie miłości przez praktykę rad ewangelicznych przeżywanych w trzech ślubach: ubóstwa, czystości i posłuszeństwa, żyjąc we wspólnotach, jak w rodzinie i pracując w Kościele, w ścisłej łączności z Jezusem Chrystusem.

## Zgromadzenie Synów Maryi w Polsce
o. Luigi Fain Binda, Przełożony Generalny Zgromadzenia Synów Najświętszej Maryi Niepokalanej, przyjechał do Polski, aby spotkać się z księdzem biskupem Józefem Życińskim, który wyraził zgodę na przyjęcie Zgromadzenia w Diecezji Tarnowskiej. Był to rok 1991.
W kwietniu tego samego roku przyjechało do Polski pierwszych dwóch Ojców.Przez rok gościli oni uw klasztorze u Ojców Redemptorystów w Tuchowie.
W listopadzie 1991 ojcowie rozpoczęli nowe dzieło:" Misja Synów Maryi w Polsce". 25 marca 1992 roku w Uroczystość Zwiastowania NMP, zgromadzenie otrzymało oficjalne zatwierdzenie Episkopatu Polski i uznanie prawne od Ministerstwa Spraw Wewnętrznych.
W czerwcu 1992 roku ojcowie kupili dom niedaleko Tarnowa w miejscowości Brzozówka i po małych przeróbkach przeprowadzili się do niego.
Oficjalne otwarcie domu zakonnego i poświęcenie kaplicy przez księdza biskupa Józefa Życińskiego nastąpiło 10 października 1992 roku.
Od tego momentu rozpoczęła się działalność Zgromadzenia, szczególnie z młodzieżą. Powstały nowe obiekty sportowe i sale spotkań dla dzieci i młodzieży.
Od 5 grudnia 1994 roku Synowie Maryi prowadzą opiekę duszpasterską nad nowo powstałą parafią w Brzozówce.
Droga ewangelizacyjna według charyzmatu zgromadzenia wypełnia się w duszpasterstwie młodzieży i przyjmowaniu nowych kandydatów do wspólnoty zakonnej.